# Kočičí maso

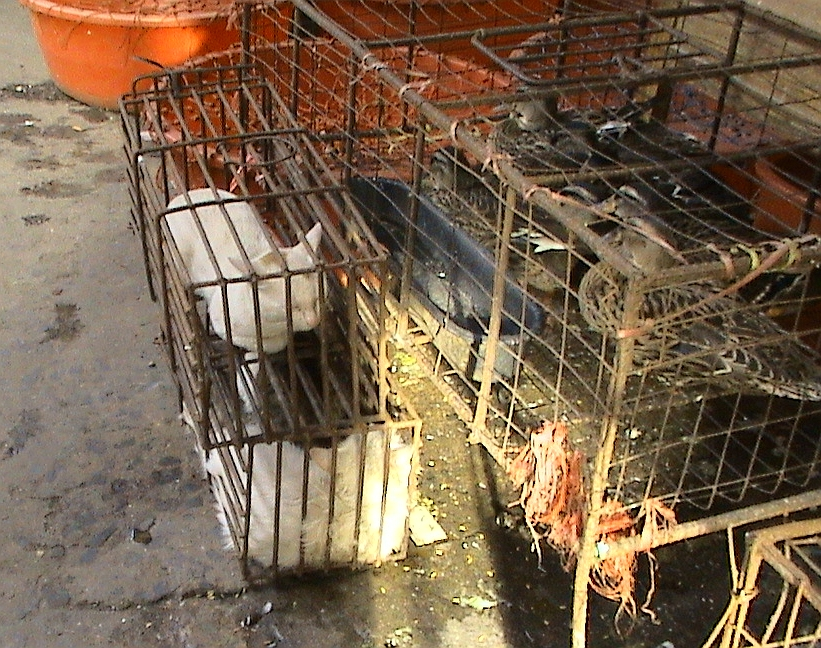
Kočky prodávané na maso vedle kachen na trhu ve východní Asii

Kočičí maso je maso z  kočky domácí. Může být součástí lidského jídelníčku, ale protože je kočka masožravec a protože je podobně jako psi často chována jako domácí mazlíček nebo pomocník, je pojídání kočičího masa podobně jako psího masa kontroverzní a v některých kulturách patří mezi tabu. Pravidelnou součástí jídelníčku člověka je v současnosti prakticky pouze v Číně, obzvlášť na jihu země (okolí Kantonu, například v rámci tradičního pokrmu drak, tygr a fénix) a v některých oblastech sousedního Vietnamu (provincie Thái Binh na pobřeží Jihočínského moře), zatímco v nedalekém hlavním městě Hanoji bylo v roce 2018 už pouze 1000 obchodů prodávajících kočičí a psí maso. Ve Vietnamu je navíc zabíjení koček pro maso nezákonné. Výjimečně (spíše z rituálních důvodů) jsou kočky konzumovány také v západní Africe a v Peru (výhradně černošským obyvatelstvem).
Konzumaci koček přímo zakazují některá náboženství, například židovství (v rámci kašrutu) a islám (v rámci halalu). Naopak k zabíjení koček na maso může dojít v době hladu i ve společnosti, která kočky obvykle nejí. Tak tomu bylo například ve střední Evropě v době druhé světové války.